# Computer and Game Software Rating Regulation
O Computer and Game Software Rating Regulation (chinês: 電腦及遊戲軟體分級辦法, pinyin: Diànnǎo jí Yóuxì Ruǎntǐ Fēnjí Bànfǎ), também conhecida como Rating Regulation (chinês: 分级办法, pinyin: Fēnjí Bànfǎ), é uma lei promulgada em 6 de julho de 2006 pelo Escritório de Desenvolvimento do Ministério de Economia da República da China (chinês: 中華民國經濟部, pinyin: Jīngjìbù). A lei visa a que as próprias empresas de jogos eletrônicos classifiquem seus jogos para pô-los à venda, diferente do que acontece em outros países. Devido a uma falta de compreensão e gerência no mercado de jogos eletrônicos, o sistema de avaliação em Taiwan não é muito importante ou influente.  A lei entrou em vigor seis meses depois de sua promulgação.
Uma emenda foi promulgada no dia 30 de março de 2009 nomeando-a Computer and Game Software Rating Regulation (chinês: 電腦及遊戲軟體分級辦法, pinyin: Diànnǎo jí Yóuxì Ruǎntǐ Fēnjí Bànfǎ), outrora Computer Software Rating Regulation (chinês: 電腦軟體分級辦法, pinyin: Diànnǎo Ruǎntǐ Fēnjí Bànfǎ para estender sua aplicação a consoles de videogames. A lei está planejada para entrar em vigor no dia 8 de outubro de 2009.

## Classificações
Os selos de classificações são em forma de semáforo e a cor difere de acordo com a atenção a ser dada pelo conteúdo do jogo.
| Selo | Nome                                                | Descrição                                                                                               |
| ---- | --------------------------------------------------- | --- |
|      | General Level (chinês: 普遍級, pinyin: Pǔbiàn Jí)   | Adequado a todos os públicos.                                                                           |
|      | Protect Level (chinês: 保護級, pinyin: Bǎohù Jí)    | Inadequado a menores de 6 anos. O acompanhamento de pais ou tutores maiores de 18 anos é recomendando.  |
|      | Counsel Level (chinês: 輔導級, pinyin: Fǔdǎo Jí)    | Inadequado a menores de 12 anos. O acompanhamento de pais ou tutores maiores de 18 anos é recomendando. |
|      | Restrict Level (chinês: 限制級, pinyin: Xiànzhì Jí) | Restrito para menores de 18 anos.                                                                       |